# Albaron di Savoia
Albaron di Savoia – szczyt w Alpach Graickich, części Alp Zachodnich. Leży we wschodniej Francji w regionie Owernia-Rodan-Alpy. Należy do masywu Alpi di Lanzo e dell’Alta Moriana. Szczyt można zdobyć ze schronisk Refuge des Évettes (2590 m) po stronie francuskiej lub z Rifugio Bartolomeo Gastaldi (2659 m) po stronie włoskiej. Szczyt góruje nad lodowcem Glacier des Evettes.
Pierwszego wejścia dokonali R.C. Nichols i J.V. Favret 2 września 1866 r.